# Tapomys tapensis
Tapomys tapensis és una espècie extinta de mamífer rosegador de la família dels isquiròmids que visqué a Nord-amèrica durant l'Eocè, fa entre 39,7 i 46,2 milions d'anys. Se n'han trobat restes fòssils a Califòrnia (Estats Units). Es tracta de l'única espècie del gènere Tapomys.